# Konstantin Fring
Konstantin Fring (Bad Kreuznach, 1990. január 9. –) német labdarúgó, a  Rot-Weiß Essen középpályása.